# Себастьян Трун
Себастьян Трун (нім. Sebastian Thrun; нар. 1967, Золінген, Німеччина) — професор комп'ютерних наук Стенфордського університету, колишній директор Стенфордської лабораторії штучного інтелекту (SAIL). Трун керував розробкою роботизованого автомобіля Stanley, який виграв DARPA Grand Challenge 2005. Його команда також розробила автомобіль Junior, який посів друге місце на DARPA Urban Challenge 2007.
Трун також відомий своєю роботою в області імовірнісних методів програмування в області робототехніки. На знак визнання його внеску у віці 39 років Себастьян був обраний до Національної інженерної академії США, а також у Німецьку академію наук Леопольдіна в 2007 році. У 2011 році Трун отримав Дослідницьку премію імені Макса Планка.
У 2011 році Fast Company вибрала Труна п'ятим серед найкреативніших людей світу бізнесу. У 2012 році Себастьян Трун був відзначений газетою The Guardian як людина, що зробила істотний внесок у розвиток відкритого інтернету.

## Біографія

### Освіта
Трун отримав Vordiplom (Ступінь асоціату) в галузі інформатики, економіки і медицини в Університеті міста Хільдесхайм (1988). У Боннському університеті він отримав Diplom (ступінь магістра) (1993), а у 1995 — захистив кандидатську дисертацію (диплом з відзнакою) в галузі комп'ютерних наук і статистики.

### Кар'єра
У 1995 році Себастьян Трун приєднався до департаменту комп'ютерних наук в Університеті Карнегі-Меллона (CMU). У 1998 році став доцентом і директором лабораторії машинного навчання CMU. У 2001 році Трун провів академічний рік в Стенфордському університеті. Покинув CMU в липні 2003 року, аби стати професором Стенфордського університету і в січні 2004 року був призначений директором SAIL. З 2007 року Трун працює професором комп'ютерних наук і електротехніки в Стенфордському університеті. Він також є співробітником Google, та працював над розвитком проєкту безпілотного автомобіля Google. У 2012 році став співзасновником освітньої організації Udacity.